# 인도양 다이폴

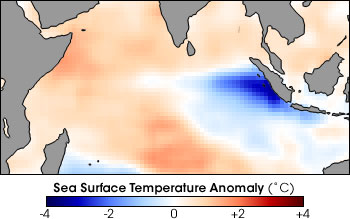

인도양 다이폴(Indian Ocean Dipole, IOD)은 초여름과 늦가을 사이에 인도양 열대 해역의 동부에서는 수온이 낮아지고, 서부에서는 수온이 높아지는 대기해양현상이다. 엘니뇨와 마찬가지로 세계 기후에 큰 영향을 미친다. 특히 인도 등 아시아 국가의 여름 몬순에 영향을 준다는 점에서 중시된다.

## 발생 원인
남동 무역풍에 의해서 인도양에서 에크만 수송이 강해지면 동쪽에 있던 고온의 바닷물이 서쪽으로 이동한다. 또 동쪽에서는 심해에서 물이 솟아 오르고, 해수면의 증발이 왕성해지며 수온이 내려간다.

## 영향
인도양 서쪽에 있는 동아프리카에서는 수온의 상승에 의해 증발이 왕성해져 강수량이 증가한다. 거꾸로 인도양 동쪽에 있는 인도네시아에서는 증발이 억제돼 강수량이 감소한다.
2020년 인도양 다이폴로 인해서 북서태평양의 태풍이 적게 발생했다. 큰 고기압이 생겼기 때문이다.